# Marta Cuervo

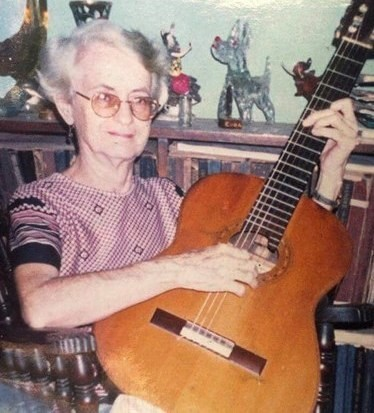
Marta Cuervo

Marta Cuervo (geboren ca. 1930 in Havanna; gestorben 2011 ebenda) war eine kubanische klassische Gitarristin und Musikpädagogin. 

## Leben
Marta Cuervo studierte Gitarre und Musiktheorie am Conservatorio Municipal in Havanna. Sie studierte bei Aida Teseiro, Clara Romero de Nicola, sowie später deren Sohn Isaac Nicola.
Nach der kubanischen Revolution 1959 arbeitete sie am Conservatorio Municipal de La Habana eng mit Isaac Nicola und Gitarristinnen wie dessen Schwester Clara (Cuqui) Nicola, Marianela Bonet und Leopoldina Nuñez zusammen um eine einheitliche Methodik für den Gitarrenunterricht in ganz Kuba zu entwickeln.
Zu Cuervos bekanntesten Schülern zählten unter anderem Armando Rodríguez Ruidíaz, Edel Muñoz, Joaquín Clerch, Aldo Rodríguez, Sergio Vitier und Fernando Mariña.